# Giovanni Sbriglia
Giovanni Sbriglia, (23 juin 1832 – 20 février 1916), est un  ténor italien et un éminent professeur de chant.

## Biographie
Originaire de Naples, Sbriglia étudie au conservatoire de musique de cette ville sous la direction d'Emanuele de Roxas (d) , avant de faire ses débuts, à 21 ans, au Teatro San Carlo. Il a ensuite joué dans toute l'Italie. Il chante avec Marietta Alboni, en tournée en Europe, la version orchestrale de la Petite messe solennelle en 1870 , avant d'être engagé par Max Maretzek (en) à l'Académie de musique de New York (en). Sbriglia est apparu, aussi, à la Havane, Cuba et au Mexique, ainsi qu'aux États-Unis, jusqu'en 1875, quand il s'installe à Paris pour y enseigner.
Au cours de cette période, il a notamment transformé Jean de Reszke, initialement baryton en l'un des plus prestigieux ténor dramatique du monde. Il a également travaillé avec la sœur de Jean, la soprano Joséphine de Reszke et son frère Édouard de Reszké célèbre basse. Parmi les autres élèves de renom de Sbriglia, il y a la soprano dramatique Lillian Nordica, la basse Pol Plançon, la soprano Mena Cleary (en), la soprano lyrique Sibyl Sanderson, le ténor Vladimir Rosing, Ada Adini et Zélie de Lussan. Annie Lippincott, fille de Grâce Greenwood a aussi étudié avec Sbriglia.
Sbriglia n’a pas laissé de traité de chant car il estimait impossible d’écrire quelque chose de systématique :. « ce qui était bon pour l’un était mauvais pour l’auytre. Je n’ai pas de méthode. J’enseigne aux gens à chanter. Si la voix est trop ouverte, je la ferme ; si elle est tro fermée, je l’ouvre » . Sbriglia poussait les élèves à travailler leur constitution physique, notamment avec des haltères et des corsets afin de gagner une véritable technique de contrôle du souffle.
Sbriglia a été fait membre de l'Académie Royale de Florence en 1890; il a également travaillé à l'Opéra de Paris.
Il est mort à Paris à l'âge de 83 ans. Il habitait 60 rue de Provence avec son fils Georges Sbriglia, avocat à la Cour d'appel, en 1907,

## Source
- (en) David Ewen, Encyclopedia of the Opera, New York, Hill and Wang, 1963